# 裴洲省
裴洲省（越南语：／）是越南北部短暂存在的一个省份，1951年由越南國政府設立，主要包括今天的南定省沿海地區。

## 地理
裴洲省東臨北部灣，西接南定省，南接寧平省，北接太平省。

## 歷史
裴洲省原屬南定省。1951年6月6日，越南國政府以南定省東部析設裴洲省。
1954年，日內瓦會議達成協議，越南民主共和國政府接管裴洲省地區，仍將裴洲省併入南定省。而越南國和越南共和國則使用裴洲省至1975年政權覆滅。

## 行政區劃
裴洲省下轄6郡。
- 膠水郡
- 海後郡
- 春長郡
- 直寧郡
- 文里郡
- 樂群郡